# Traralgon Challenger 2019
Il Traralgon Challenger 2019 è stato un torneo di tennis facente parte della categoria Challenger 80 nell'ambito dell'ATP Challenger Tour 2019. È stata l'8ª edizione del torneo maschile, si è giocato a Traralgon in Australia dal 21 al 27 ottobre 2019 sui campi in cemento del Traralgon Tennis Centre. Il torneo era dotato di un montepremi di $54.160.

## Partecipanti singolare

### Teste di serie
| Nazionalità | Giocatore         | Ranking | Testa di serie |
| ----------- | ----------------- | ------- | -------------- |
| Giappone    | Yasutaka Uchiyama | 87      | 1              |
| Giappone    | Tatsuma Itō       | 137     | 2              |
| Australia   | James Duckworth   | 133     | 3              |
| Australia   | Marc Polmans      | 154     | 4              |
| Australia   | Alex Bolt         | 155     | 5              |
| Australia   | Andrew Harris     | 189     | 6              |
| Regno Unito | Jay Clarke        | 194     | 7              |
| Cile        | Alejandro Tabilo  | 216     | 8              |
| Australia   | Max Purcell       | 229     | 9              |
| India       | Mukund Sasikumar  | 236     | 10             |
| Australia   | Akira Santillan   | 245     | 11             |
| Giappone    | Hiroki Moriya     | 242     | 12             |
| Australia   | Aleksandar Vukic  | 253     | 13             |
| Giappone    | Shuichi Sekiguchi | 278     | 14             |
| Giappone    | Yosuke Watanuki   | 293     | 15             |
| Australia   | Harry Bourchier   | 305     | 16             |

### Altri partecipanti
Giocatori che hanno ricevuto una wild card:
- Jai Corbett
- Cameron Green
- William Ma
- Tristan Schoolkate
- Dane Sweeny

Giocatori che sono passati dalle qualificazioni:
- James Ibrahim
- Brandon Walkin

## Partecipanti doppio

### Teste di serie
| Nazionalità | Giocatore          | Nazionalità | Giocatore          | Testa di serie |
| ----------- | ------------------ | ----------- | ------------------ | -------------- |
| Australia   | Max Purcell        | Australia   | Luke Saville       | 1              |
| Stati Uniti | Evan King          | Australia   | Marc Polmans       | 2              |
| Australia   | Alex Bolt          | Australia   | Matt Reid          | 3              |
| Thailandia  | Sanchai Ratiwatana | Thailandia  | Sonchat Ratiwatana | 4              |

### Altri partecipanti
Coppie che hanno ricevuto una wild card:
- Adam Taylor /  Jason Taylor
- Calum Puttergill /  Brandon Walkin
- Dane Sweeny /  Tristan Schholkate

## Vincitori

### Singolare
Marc Polmans ha sconfitto in finale  Andrew Harris con il punteggio di 7-5 6-3

### Doppio
Max Purcell /  Luke Saville hanno sconfitto in finale  Brydan Klein /  Scott Puodziunas con il punteggio di 6(2)–7 6-3 10-4